# Sailly-sur-la-Lys
Sailly-sur-la-Lys település Franciaországban, Pas-de-Calais megyében. Lakosainak száma 3932 fő (2022. január 1.). Sailly-sur-la-Lys Steenwerck, Laventie, Erquinghem-Lys, Estaires, La Gorgue és Fleurbaix községekkel határos.

## Népesség
A település népessége az elmúlt években az alábbi módon változott:
| Lakosok száma | 4027 | 4002 | 4086 | 3982 | 3946 | 3910 | 3900 | 3883 | 3932 |
|               | 2013 | 2015 | 2016 | 2017 | 2018 | 2019 | 2020 | 2021 | 2022 |